# Marina Rebeka
Marina Rebeka (nacida el 10 de septiembre de 1980) es una soprano letona, presente tanto en la ópera como en los escenarios de conciertos. Reconocida por su papel como Violetta en La traviata de Verdi, con papeles principalmente del repertorio italiano y francés del siglo XIX, sobre todo en obras de Gioachino Rossini, además de Donna Anna en Don Giovanni de Mozart, otro papel frecuente.
Educada en Letonia e Italia, hizo su debut profesional en 2007. Después de darse a conocer internacionalmente en Moisés y el Faraón de Rossini en el Festival de Salzburgo de 2009, ha interpretado papeles principales con muchas compañías de ópera, como la Ópera Estatal de Viena, la Ópera Metropolitana y la Ópera Nacional de Letonia.
Rebeka ha estado grabando bajo su propio sello "Prima Classic" desde 2018. Anteriormente había grabado para Warner Classics y BK-Klassik.

## Primeros años
Rebeka nació en Riga, de padre bielorruso y madre letona nacida en Siberia. El apellido original de la familia solía ser Rebeko, pero se cambió a Rebeka durante la era soviética; el nombre fue adoptado por primera vez por su abuelo paterno. El abuelo materno de Rebeka, Juris Jankovičs (1924-2019), fue deportado a Siberia con su familia el 14 de junio de 1941 y regresó veinte años después. Detalló su experiencia en el campo en dos libros: Skorpiona slazdā ('La trampa del escorpión', 2009) y Spīta krustceles ('A pesar de la encrucijada', 2012), ambos publicados bajo el patrocinio del Museo de la Ocupación de Letonia.
Estudió en la Grammar School of Nordic Languages. Después de asistir a una función de Norma de Bellini en el Teatro Dailes con sus padres a la edad de 13 años, se inspiró para convertirse en cantante. Sin conocimientos previos, comenzó sus estudios musicales en la escuela de música "Rīdze", estudiando por las tarde. A la edad de 17 años, después de ser rechazada por la Academia Letona de Música, ingresó a la escuela secundaria de música Jāzeps Mediņš Riga (Jāzepa Mediņa Rīgas mūzikas vidusskola), estudiando con Natālija Kozlova. Posteriormente viajó a Italia, estudiando en el Conservatorio Arrigo Boito de Parma, durante el cual tuvo su primera experiencia escénica en El barbero de Sevilla (Rosina) para un público infantil, y luego se graduó de la Accademia Internazionale delle Arti de Roma (2006), y del Conservatorio de Santa Cecilia (2007). También había asistió a las clases magistrales de Grace Bumbry en la Academia Internacional de Verano en el Mozarteum de Salzburgo.

## Carrera profesional
Rebeka hizo su debut profesional en 2007 en el Theatre Erfurt como Violetta en La traviata, papel en el que luego cantaría en la Ópera Nacional de Letonia, la Viena Volksoper y la Ópera Nacional de Finlandia. También en 2007 participó en la Accademia Rossiniana de Alberto Zedda, interpretando a Folleville y Madama Cortese en Il viaggio a Reims en el Rossini Opera Festival, donde regresó para Maometto II (2008) y Stabat Mater (2010). Otras presentaciones incluyen a Agilea en Teseo (Ópera Cómica de Berlín), Réquiem de guerra de Britte (Filarmónica de Liverpool), Tatyana en Eugenio Onegin (Teatro Lirico di Cagliari), y Un réquiem alemán de Brahms (Orquesta Sinfónica Nacional de Letonia). En 2009, cantó a Adina en El elixir del amor en Riga, e hizo su debut en el Teatro de La Scala en Il viaggio a Reims, antes de interpretar a Elettra en Idomeneo de Mozart en la Opéra Nacional de Lorena.
Se dio a conocer internacionalmente tras su debut en el Festival de Salzburgo de 2009 con Moisés en Egipto de Rossini dirigida por Riccardo Muti Cantó el Réquiem de guerra con la Royal Scottish National Orchestra, en el Usher Hall el 30 de abril de 2010. En mayo y junio interpretó Micaëla en Carmen en Baden-Baden (dir. Teodor Currentzis), y en Valencia (dir. Zubin Mehta). En julio de 2010, hizo su debut en la Royal Opera de Londres reemplazando a Angela Gheorghiu en La traviata; y regresó para reemplazar a Sonya Yoncheva en la misma producción en 2015. Más adelante en el año, cantó su primera Donna Anna en Don Giovanni en la nueva producción de la Ópera Alemana de Berlín, y apareció en una nueva puesta en escena de Moisés y el Faraón en el Teatro de la ópera de Roma dirigida por Muti.
Rebeka se presentó en el Stabat Mater de Rossini con la Orquesta NDR de la Filarmónica del Elba en abril de 2011. En octubre de 2011, hizo su debut en el Metropolitan Opera en la nueva producción de Michael Grandage de Don Giovanni, y posteriormente actuó nuevamente en Moisés y el Faraón, presentado por la Collegiate Chorale, en el Carnegie Hall. El año 2012 tuvo tres eventos en Riga: dos conciertos en solitario el 15 de enero y el 28 de septiembre, y su debut como Lucía en Lucía de Lammermoor. Regresó a Berlín para interpretar a Violetta y luego repitió el papel en Florencia. Más adelante se año, hizo su debut en la Ópera Estatal de Viena con Donna Anna, y regresó en temporadas consecutivas para Don Giovanni, La traviata, Los cuentos de Hoffmann (Antonia) y Romeo y Julieta (Julieta).
Cantó en dos producciones de Guillermo Tell en 2013: la de Pierre Audi en De Nederlandse Opera y la deGraham Vick en el Rossini Opera Festival, donde interpretó a su primera Julieta (Arena de Verona). Hizo su debut en la Ópera Lírica de Chicago con La traviata, y regresó para el nuevo Don Giovanni de Robert Falls, que abrió la temporada 2014/15. En mayo de 2013, hizo su debut en la Ópera de Zúrich en Donna Anna, regresando en la temporada 2013/14 para Donna Anna, Leïla (Los pescadores de perlas) y Fiordiligi (Così fan tutte), en la temporada 2015/16 para Violetta y Vitellia ( La clemencia de Tito). En 2014, actuó en Maometto II en Roma, y en una nueva producción de Guillermo Tell en la Ópera Estatal de Baviera, donde cantaría Così fan tutte y Don Giovanni en las próximas dos temporadas. Más adelante en el año, regresó a la Ópera Metropolitana para Violetta y la siguiente, Musetta (La bohème).
En 2015, Rebeka cantó Liù en un concierto de Turandot en Riga, y Stabat Mater de Rossini en el Rheingau Musik Festival. Más tarde se unió a la Radio Filharmonisch Orkest en conciertos en Tivoli Vredenburg y Concertgebouw. Regresó a Letonia para un programa de conciertos el 14 de noviembre de 2015 como parte de la apertura de la Gran Sala Ámbar de Conciertos. El año 2016 debutó en varios papeles: Mimì en La bohème (Teatro Nacional de Mannheim), papel principal en Norma (Teatro Verdi en Trieste), Ginevra en Ariodante (Ópera de Lausana). En verano, actuó en Idomeneo de Mozart en Audi Sommerkonzerte, La traviata en NDR Klassik Open Air, y reemplazó a Sonya Yoncheva en conciertos de Thaïs en el Festival de Salzburgo, debutando en el papel principal frente a Plácido Domingo. En octubre de 2016, regresó al Met para la producción de Guillermo Tell de Pierre Audi y cantó su primera Donna Elvira (Don Giovanni) en la misma temporada.
En 2017, debutó en María Estuardo, el primero de tres conciertos en Letonia, luego en una producción teatral en Roma. A ella se unió Domingo en las representaciones de La traviata, en el Palacio de las Artes de la Reina Sofía, en el Plácido Domingo Classics en Pécs (festival dedicado al cantante), y en la Ópera de Astaná.

## Matrimonio
Rebeka conoció al tenor ucraniano Dmytro Popov durante El elixir del amor en Riga en 2009. Se casaron en 2010 y su hija, Katrīna, nació el 12 de marzo de 2011. Su matrimonio ya había terminado cuando actuaron juntos en La traviata en Viena en mayo de 2016.
Rebeka se casó con el ingeniero de sonido argentino Edgardo Vertanessian en 2018, y juntos fundaron su propio sello discográfico, Prima Classic.

## Premios y honores
Rebeka ha ganado premios en los múltiples concursos.
- 1er Premio en el 4º Concorso Internazionale di Canto Lirico Premio Capriole en Franciacorta
- 1er Premio y Premio del Público en el 5º Concorso Lirico Internazionale Ottavio Ziino en Roma
- 3er Premio en el Concurso Internacional de Canto de Viñas en Barcelona
- 1er premio en el 20º Neue Stimmen de la Bertelsmann Stiftung en octubre de 2007

En 2009, recibió el premio por "Logros artísticos sobresalientes" en los premios anuales Latvijas Gāze de la Ópera Nacional de Letonia. Fue nombrada Comandante de la Orden de las Tres Estrellas por sus logros culturales; la investidura fue realizada por el presidente Raimonds Vējonis el 6 de diciembre de 2016. En diciembre de 2017, ganó una medalla de plata en los Global Music Awards por su álbum de Rossini "Amore fatale". En 2020, fue nombrada "Artista del año" por los International Classical Music Awards .

## Grabaciones
Su primer CD en solitario, "Mozart Arias" con Speranza Scappucci y la Real Orquesta Filarmónica de Liverpool, fue lanzado por EMI (Warner Classics) en noviembre de 2013. Su próximo álbum, "Amor fatale", arias de Rossini con Marco Armiliato y el Münchner Rundfunkorchester, fue lanzado en el verano de 2017 por BR-Klassik. Desde 2018, ha centrado su carrera discográfica en Prima Classic.
- 2013: Rossini: Petite messe solennelle, Antonio Pappano (director), Orquesta y Coro della Accademia Nazionale di Santa Cecilia (EMI)
- 2013: Mozart: arias de ópera, Speranza Scappucci (director), Real Orquesta Filarmónica de Liverpool (Warner Music)
- 2015: Puccini: La bohème en vivo desde el Met (The Metropolitan Opera New York)
- 2015: Rossini: Guillermo Tell, Michele Mariotti (director), Orquesta y Coro del Teatro Comunale di Bologna (DECCA, DVD)
- 2016: Aparece en "Romance at the Met" (Met Opera on Demand)
- 2017: Rossini: Amor fatale, Marco Armiliato (director), Orquesta de la Radio de Múnich (BR-Klassik)
- 2018: Verdi: Luisa Miller (en vivo), Ivan Repušić (director), Orquesta de la Radio de Múnich (BR-Klassik)
- 2018: Mozart: La clemencia de Tito (En vivo), Yannick Nézet-Séguin (director), Orquesta de Cámara de Europa, Coro de la cámara de la RIAS (Deutsche Grammophon)
- 2018: Spirito, Jader Bignamini (director), Orquesta y Coro del Teatro Massimo di Palermo (Prima Classic)
- 2019: Verdi: La traviata, Charles Castronovo, George Petean, Michael Balke (director), Latvian Festival Orchestra, State Choir Latvija (Prima Classic)
- 2020: Elle – Ópera francesa Arias, Michael Balke (director), Sinfonieorchester St. Gallen (Prima Classic)
- 2021: Credo, Modestas Pitrėnas (director), Sinfonietta Rīga, Coro de la Radio de Letonia (Prima Classic)

## Papeles en la ópera
- Violetta Valéry, La traviata (Verdi)[45]
- Contessa di Folleville, El viaje a Reims (Rossini)
- Madama Cortese, El viaje a Reims (Rossini)
- Agilea, Teseo (Handel)
- Anna Erisso, Maometto II (Rossini)
- Tatiana, Eugenio Onegin (Tchaikovsky)
- Adina, El elixir del amor (Donizetti)
- Elettra, Idomeneo (Mozart)
- Anai, Moïse et Pharaon (Rossini)
- Micaëla, Carmen (Bizet)
- Donna Anna, Don Giovanni (Mozart)
- Lucía, Lucía de Lammermoor (Donizetti)
- Mathilde, Guillermo Tell (Rossini)
- Juliette, Romeo y Julieta (Gounod)
- Leïla, Los pescadores de perlas (Bizet)
- Fiordiligi, Così fan tutte (Mozart)
- Antonia, Los cuentos de Hoffmann (Offenbach)
- Musetta, La bohème (Puccini)
- Liù, Turandot (Puccini)
- Mimì, La bohème (Puccini)
- Norma, Norma (Bellini)
- Ginevra, Ariodante (Handel)
- Vitellia, La clemencia de Tito (Mozart)
- Thaïs, Thaïs (Massenet)
- Maria Stuarda, Maria Estuardo (Donizetti)
- Donna Elvira, Don Giovanni (Mozart)
- Marguerite, Fausto (Gounod)
- Luisa, Luisa Miller (Verdi)
- Amelia Grimaldi, Simon Boccanegra (Verdi)
- Giovanna, Juana de Arco (Verdi)
- Anna Bolena, Anna Bolena (Donizetti)
- Nedda, Pagliacci (Leoncavallo)
- Desdemona, Otello (Verdi)